# Mat ideal
|   | a                                                                                          | b                                                                                          | c                                                                                          | d                                                                                          | e                                                                                          | f                                                                                          | g                                                                                          | h                                                                                          |   |
| 8 | d7 blanques rei · e5 blanques cavall · h5 blanques torre · d4 negres rei · e4 negres torre | d7 blanques rei · e5 blanques cavall · h5 blanques torre · d4 negres rei · e4 negres torre | d7 blanques rei · e5 blanques cavall · h5 blanques torre · d4 negres rei · e4 negres torre | d7 blanques rei · e5 blanques cavall · h5 blanques torre · d4 negres rei · e4 negres torre | d7 blanques rei · e5 blanques cavall · h5 blanques torre · d4 negres rei · e4 negres torre | d7 blanques rei · e5 blanques cavall · h5 blanques torre · d4 negres rei · e4 negres torre | d7 blanques rei · e5 blanques cavall · h5 blanques torre · d4 negres rei · e4 negres torre | d7 blanques rei · e5 blanques cavall · h5 blanques torre · d4 negres rei · e4 negres torre | 8 |
| 7 | d7 blanques rei · e5 blanques cavall · h5 blanques torre · d4 negres rei · e4 negres torre | d7 blanques rei · e5 blanques cavall · h5 blanques torre · d4 negres rei · e4 negres torre | d7 blanques rei · e5 blanques cavall · h5 blanques torre · d4 negres rei · e4 negres torre | d7 blanques rei · e5 blanques cavall · h5 blanques torre · d4 negres rei · e4 negres torre | d7 blanques rei · e5 blanques cavall · h5 blanques torre · d4 negres rei · e4 negres torre | d7 blanques rei · e5 blanques cavall · h5 blanques torre · d4 negres rei · e4 negres torre | d7 blanques rei · e5 blanques cavall · h5 blanques torre · d4 negres rei · e4 negres torre | d7 blanques rei · e5 blanques cavall · h5 blanques torre · d4 negres rei · e4 negres torre | 7 |
| 6 | d7 blanques rei · e5 blanques cavall · h5 blanques torre · d4 negres rei · e4 negres torre | d7 blanques rei · e5 blanques cavall · h5 blanques torre · d4 negres rei · e4 negres torre | d7 blanques rei · e5 blanques cavall · h5 blanques torre · d4 negres rei · e4 negres torre | d7 blanques rei · e5 blanques cavall · h5 blanques torre · d4 negres rei · e4 negres torre | d7 blanques rei · e5 blanques cavall · h5 blanques torre · d4 negres rei · e4 negres torre | d7 blanques rei · e5 blanques cavall · h5 blanques torre · d4 negres rei · e4 negres torre | d7 blanques rei · e5 blanques cavall · h5 blanques torre · d4 negres rei · e4 negres torre | d7 blanques rei · e5 blanques cavall · h5 blanques torre · d4 negres rei · e4 negres torre | 6 |
| 5 | d7 blanques rei · e5 blanques cavall · h5 blanques torre · d4 negres rei · e4 negres torre | d7 blanques rei · e5 blanques cavall · h5 blanques torre · d4 negres rei · e4 negres torre | d7 blanques rei · e5 blanques cavall · h5 blanques torre · d4 negres rei · e4 negres torre | d7 blanques rei · e5 blanques cavall · h5 blanques torre · d4 negres rei · e4 negres torre | d7 blanques rei · e5 blanques cavall · h5 blanques torre · d4 negres rei · e4 negres torre | d7 blanques rei · e5 blanques cavall · h5 blanques torre · d4 negres rei · e4 negres torre | d7 blanques rei · e5 blanques cavall · h5 blanques torre · d4 negres rei · e4 negres torre | d7 blanques rei · e5 blanques cavall · h5 blanques torre · d4 negres rei · e4 negres torre | 5 |
| 4 | d7 blanques rei · e5 blanques cavall · h5 blanques torre · d4 negres rei · e4 negres torre | d7 blanques rei · e5 blanques cavall · h5 blanques torre · d4 negres rei · e4 negres torre | d7 blanques rei · e5 blanques cavall · h5 blanques torre · d4 negres rei · e4 negres torre | d7 blanques rei · e5 blanques cavall · h5 blanques torre · d4 negres rei · e4 negres torre | d7 blanques rei · e5 blanques cavall · h5 blanques torre · d4 negres rei · e4 negres torre | d7 blanques rei · e5 blanques cavall · h5 blanques torre · d4 negres rei · e4 negres torre | d7 blanques rei · e5 blanques cavall · h5 blanques torre · d4 negres rei · e4 negres torre | d7 blanques rei · e5 blanques cavall · h5 blanques torre · d4 negres rei · e4 negres torre | 4 |
| 3 | d7 blanques rei · e5 blanques cavall · h5 blanques torre · d4 negres rei · e4 negres torre | d7 blanques rei · e5 blanques cavall · h5 blanques torre · d4 negres rei · e4 negres torre | d7 blanques rei · e5 blanques cavall · h5 blanques torre · d4 negres rei · e4 negres torre | d7 blanques rei · e5 blanques cavall · h5 blanques torre · d4 negres rei · e4 negres torre | d7 blanques rei · e5 blanques cavall · h5 blanques torre · d4 negres rei · e4 negres torre | d7 blanques rei · e5 blanques cavall · h5 blanques torre · d4 negres rei · e4 negres torre | d7 blanques rei · e5 blanques cavall · h5 blanques torre · d4 negres rei · e4 negres torre | d7 blanques rei · e5 blanques cavall · h5 blanques torre · d4 negres rei · e4 negres torre | 3 |
| 2 | d7 blanques rei · e5 blanques cavall · h5 blanques torre · d4 negres rei · e4 negres torre | d7 blanques rei · e5 blanques cavall · h5 blanques torre · d4 negres rei · e4 negres torre | d7 blanques rei · e5 blanques cavall · h5 blanques torre · d4 negres rei · e4 negres torre | d7 blanques rei · e5 blanques cavall · h5 blanques torre · d4 negres rei · e4 negres torre | d7 blanques rei · e5 blanques cavall · h5 blanques torre · d4 negres rei · e4 negres torre | d7 blanques rei · e5 blanques cavall · h5 blanques torre · d4 negres rei · e4 negres torre | d7 blanques rei · e5 blanques cavall · h5 blanques torre · d4 negres rei · e4 negres torre | d7 blanques rei · e5 blanques cavall · h5 blanques torre · d4 negres rei · e4 negres torre | 2 |
| 1 | d7 blanques rei · e5 blanques cavall · h5 blanques torre · d4 negres rei · e4 negres torre | d7 blanques rei · e5 blanques cavall · h5 blanques torre · d4 negres rei · e4 negres torre | d7 blanques rei · e5 blanques cavall · h5 blanques torre · d4 negres rei · e4 negres torre | d7 blanques rei · e5 blanques cavall · h5 blanques torre · d4 negres rei · e4 negres torre | d7 blanques rei · e5 blanques cavall · h5 blanques torre · d4 negres rei · e4 negres torre | d7 blanques rei · e5 blanques cavall · h5 blanques torre · d4 negres rei · e4 negres torre | d7 blanques rei · e5 blanques cavall · h5 blanques torre · d4 negres rei · e4 negres torre | d7 blanques rei · e5 blanques cavall · h5 blanques torre · d4 negres rei · e4 negres torre | 1 |
|   | a                                                                                          | b                                                                                          | c                                                                                          | d                                                                                          | e                                                                                          | f                                                                                          | g                                                                                          | h                                                                                          |   |

|   | a                                                                                          | b                                                                                          | c                                                                                          | d                                                                                          | e                                                                                          | f                                                                                          | g                                                                                          | h                                                                                          |   |
| 8 | e6 blanques rei · e5 blanques cavall · e4 negres rei · h4 blanques torre · e3 negres torre | e6 blanques rei · e5 blanques cavall · e4 negres rei · h4 blanques torre · e3 negres torre | e6 blanques rei · e5 blanques cavall · e4 negres rei · h4 blanques torre · e3 negres torre | e6 blanques rei · e5 blanques cavall · e4 negres rei · h4 blanques torre · e3 negres torre | e6 blanques rei · e5 blanques cavall · e4 negres rei · h4 blanques torre · e3 negres torre | e6 blanques rei · e5 blanques cavall · e4 negres rei · h4 blanques torre · e3 negres torre | e6 blanques rei · e5 blanques cavall · e4 negres rei · h4 blanques torre · e3 negres torre | e6 blanques rei · e5 blanques cavall · e4 negres rei · h4 blanques torre · e3 negres torre | 8 |
| 7 | e6 blanques rei · e5 blanques cavall · e4 negres rei · h4 blanques torre · e3 negres torre | e6 blanques rei · e5 blanques cavall · e4 negres rei · h4 blanques torre · e3 negres torre | e6 blanques rei · e5 blanques cavall · e4 negres rei · h4 blanques torre · e3 negres torre | e6 blanques rei · e5 blanques cavall · e4 negres rei · h4 blanques torre · e3 negres torre | e6 blanques rei · e5 blanques cavall · e4 negres rei · h4 blanques torre · e3 negres torre | e6 blanques rei · e5 blanques cavall · e4 negres rei · h4 blanques torre · e3 negres torre | e6 blanques rei · e5 blanques cavall · e4 negres rei · h4 blanques torre · e3 negres torre | e6 blanques rei · e5 blanques cavall · e4 negres rei · h4 blanques torre · e3 negres torre | 7 |
| 6 | e6 blanques rei · e5 blanques cavall · e4 negres rei · h4 blanques torre · e3 negres torre | e6 blanques rei · e5 blanques cavall · e4 negres rei · h4 blanques torre · e3 negres torre | e6 blanques rei · e5 blanques cavall · e4 negres rei · h4 blanques torre · e3 negres torre | e6 blanques rei · e5 blanques cavall · e4 negres rei · h4 blanques torre · e3 negres torre | e6 blanques rei · e5 blanques cavall · e4 negres rei · h4 blanques torre · e3 negres torre | e6 blanques rei · e5 blanques cavall · e4 negres rei · h4 blanques torre · e3 negres torre | e6 blanques rei · e5 blanques cavall · e4 negres rei · h4 blanques torre · e3 negres torre | e6 blanques rei · e5 blanques cavall · e4 negres rei · h4 blanques torre · e3 negres torre | 6 |
| 5 | e6 blanques rei · e5 blanques cavall · e4 negres rei · h4 blanques torre · e3 negres torre | e6 blanques rei · e5 blanques cavall · e4 negres rei · h4 blanques torre · e3 negres torre | e6 blanques rei · e5 blanques cavall · e4 negres rei · h4 blanques torre · e3 negres torre | e6 blanques rei · e5 blanques cavall · e4 negres rei · h4 blanques torre · e3 negres torre | e6 blanques rei · e5 blanques cavall · e4 negres rei · h4 blanques torre · e3 negres torre | e6 blanques rei · e5 blanques cavall · e4 negres rei · h4 blanques torre · e3 negres torre | e6 blanques rei · e5 blanques cavall · e4 negres rei · h4 blanques torre · e3 negres torre | e6 blanques rei · e5 blanques cavall · e4 negres rei · h4 blanques torre · e3 negres torre | 5 |
| 4 | e6 blanques rei · e5 blanques cavall · e4 negres rei · h4 blanques torre · e3 negres torre | e6 blanques rei · e5 blanques cavall · e4 negres rei · h4 blanques torre · e3 negres torre | e6 blanques rei · e5 blanques cavall · e4 negres rei · h4 blanques torre · e3 negres torre | e6 blanques rei · e5 blanques cavall · e4 negres rei · h4 blanques torre · e3 negres torre | e6 blanques rei · e5 blanques cavall · e4 negres rei · h4 blanques torre · e3 negres torre | e6 blanques rei · e5 blanques cavall · e4 negres rei · h4 blanques torre · e3 negres torre | e6 blanques rei · e5 blanques cavall · e4 negres rei · h4 blanques torre · e3 negres torre | e6 blanques rei · e5 blanques cavall · e4 negres rei · h4 blanques torre · e3 negres torre | 4 |
| 3 | e6 blanques rei · e5 blanques cavall · e4 negres rei · h4 blanques torre · e3 negres torre | e6 blanques rei · e5 blanques cavall · e4 negres rei · h4 blanques torre · e3 negres torre | e6 blanques rei · e5 blanques cavall · e4 negres rei · h4 blanques torre · e3 negres torre | e6 blanques rei · e5 blanques cavall · e4 negres rei · h4 blanques torre · e3 negres torre | e6 blanques rei · e5 blanques cavall · e4 negres rei · h4 blanques torre · e3 negres torre | e6 blanques rei · e5 blanques cavall · e4 negres rei · h4 blanques torre · e3 negres torre | e6 blanques rei · e5 blanques cavall · e4 negres rei · h4 blanques torre · e3 negres torre | e6 blanques rei · e5 blanques cavall · e4 negres rei · h4 blanques torre · e3 negres torre | 3 |
| 2 | e6 blanques rei · e5 blanques cavall · e4 negres rei · h4 blanques torre · e3 negres torre | e6 blanques rei · e5 blanques cavall · e4 negres rei · h4 blanques torre · e3 negres torre | e6 blanques rei · e5 blanques cavall · e4 negres rei · h4 blanques torre · e3 negres torre | e6 blanques rei · e5 blanques cavall · e4 negres rei · h4 blanques torre · e3 negres torre | e6 blanques rei · e5 blanques cavall · e4 negres rei · h4 blanques torre · e3 negres torre | e6 blanques rei · e5 blanques cavall · e4 negres rei · h4 blanques torre · e3 negres torre | e6 blanques rei · e5 blanques cavall · e4 negres rei · h4 blanques torre · e3 negres torre | e6 blanques rei · e5 blanques cavall · e4 negres rei · h4 blanques torre · e3 negres torre | 2 |
| 1 | e6 blanques rei · e5 blanques cavall · e4 negres rei · h4 blanques torre · e3 negres torre | e6 blanques rei · e5 blanques cavall · e4 negres rei · h4 blanques torre · e3 negres torre | e6 blanques rei · e5 blanques cavall · e4 negres rei · h4 blanques torre · e3 negres torre | e6 blanques rei · e5 blanques cavall · e4 negres rei · h4 blanques torre · e3 negres torre | e6 blanques rei · e5 blanques cavall · e4 negres rei · h4 blanques torre · e3 negres torre | e6 blanques rei · e5 blanques cavall · e4 negres rei · h4 blanques torre · e3 negres torre | e6 blanques rei · e5 blanques cavall · e4 negres rei · h4 blanques torre · e3 negres torre | e6 blanques rei · e5 blanques cavall · e4 negres rei · h4 blanques torre · e3 negres torre | 1 |
|   | a                                                                                          | b                                                                                          | c                                                                                          | d                                                                                          | e                                                                                          | f                                                                                          | g                                                                                          | h                                                                                          |   |

En escacs, un mat ideal és una posició d'escac i mat que és una forma més específica de mat modèlic. Mentre que en el mat modèlic cada peça del bàndol guanyador (llevat potser del rei i els peons depenent del context) participa en el mat, en un mat ideal s'hi impliquen també totes les peces del bàndol perdedor, normalment bloquejant la llibertat de moviments del rei perdedor, de manera que no pugui escapar. Igualment com passa en el mat modèlic, en el mat ideal les peces del bàndol fort ataquen les caselles buides al voltant del rei feble exactament un cop, i no ataquen les peces del bàndol perdedor que ocupen les caselles adjacents al rei.
Per exemple, al segon diagrama de la dreta (a baix), les blanques estan fent un mat ideal. El mat el fa la torre blanca, i el rei negre no pot moure a d4 ni a f4. El rei blanc evita que el negre escapi a d5 o f5 i evita la captura del cavall, mentre que el cavall impedeix l'escapatòria per d3 i f3, mentre que la torre negra bloqueja la sortida cap a e3, alhora que no és atacada per cap peça blanca.
La molt restrictiva definició del que és un mat ideal fa que sigui molt rar de veure en partides actuals, però no obstant són un tema comú en problemes d'escacs, com el de la dreta.